# Jöns Andersson i Fränninge
Jöns Andersson (i riksdagen kallad Andersson i Fränninge), född 27 oktober 1808 i Fränninge församling, Malmöhus län, död där 24 april 1881, var en svensk hemmansägare och politiker.
Andersson var hemmansägare i Fränninge. Han företrädde bondeståndet i Färs och Frosta härader vid ståndsriksdagen 1865–1866. Han var senare även ledamot av andra kammaren.